# Edwin León
Edwin Marbely León Fúnez (Morazán, Yoro, Honduras; 26 de noviembre de 1991) es un futbolista hondureño. Juega como volante ofensivo o delantero en el Juticalpa F.C. de la Liga Nacional de Honduras.

## Trayectoria

### Yoro F.C.
Tuvo sus inicios en el Yoro F.C. A mitades de 2013 fue transferido al Victoria, junto a su compañero Marlon Mancía.

### Victoria
Debutó en Liga Nacional el 14 de agosto de 2013 en el partido Victoria vs Real Sociedad. El mismo terminó con triunfo de 2 a 0 en favor de Real Sociedad.

### Honduras Progreso
A comienzos de 2014 reforzó al Honduras Progreso, club con el que logró el ascenso a la Liga Nacional al término del Clausura 2014. El 2 de agosto de 2014 participó en el histórico regreso de Honduras Progreso a la Liga Nacional, derrotando a domicilio al Olimpia por 2 goles a 0 en el Estadio Carlos Miranda de Comayagua.

### Juticalpa F.C.
El 10 de junio de 2016 firma por un año con el Juticalpa F.C. como pedido expreso del DT Wilmer Cruz.

## Clubes
| Club              | País     | Año             | Partidos | Goles |
| ----------------- | -------- | --------------- | -------- | ----- |
| Yoro F.C.         | Honduras | 2011 - 2013     |          |       |
| Victoria          | Honduras | 2013            | 1        | 0     |
| Honduras Progreso | Honduras | 2014 - 2016     | 62       | 7     |
| Juticalpa F.C.    | Honduras | 2016 - 2017     | 14       | 0     |
| Honduras Progreso | Honduras | 2017 - Presente | 21       | 2     |

## Palmarés

### Campeonatos nacionales
| Título                | Club              | País     | Año  |
| --------------------- | ----------------- | -------- | ---- |
| Clausura del Ascenso  | Yoro F.C.         | Honduras | 2013 |
| Supercopa de Honduras | Honduras Progreso | Honduras | 2014 |
| Clausura del Ascenso  | Honduras Progreso | Honduras | 2014 |
| Torneo Apertura       | Honduras Progreso | Honduras | 2015 |
| Copa de Honduras      | Juticalpa F.C.    | Honduras | 2016 |